# Campionati del mondo di ciclismo su strada 2024 - Gara in linea maschile Elite
La gara in linea maschile Elite dei Campionati del mondo di ciclismo su strada si è svolta il 29 settembre 2024 su un percorso iniziale ed un circuito da ripetere 7 volte per un totale di 273,9 km, con partenza da Winterthur ed arrivo a Zurigo in Svizzera. La vittoria è stata appannaggio dello sloveno Tadej Pogačar, il quale ha completato il percorso in 6h27'30", alla media di 42,410 km/h, precedendo l'australiano Ben O'Connor e l'olandese Mathieu van der Poel.
Alla competizione presero parte 57 squadre nazionali, per un totale di 196 ciclisti accreditati alla partenza.

## Squadre e corridori partecipanti

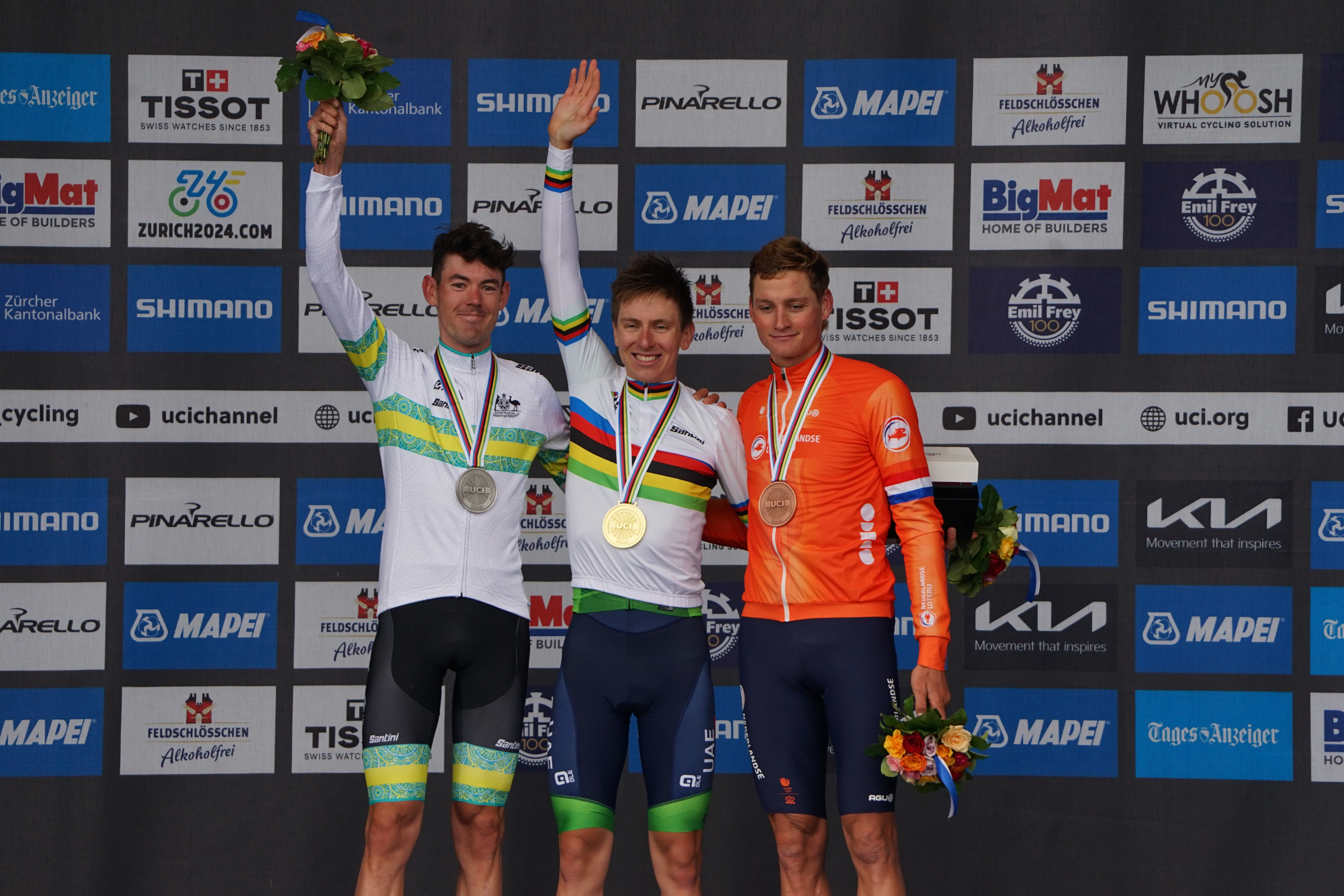
Il podio

| N.      | Cod. | Squadra         |
| ------- | ---- | --------------- |
| 1-9     | NLD  | Paesi Bassi     |
| 10-17   | BEL  | Belgio          |
| 18-25   | SVN  | Slovenia        |
| 26-33   | ESP  | Spagna          |
| 34-41   | ITA  | Italia          |
| 42-49   | DNK  | Danimarca       |
| 50-57   | FRA  | Francia         |
| 58-65   | GBR  | Regno Unito     |
| 66-73   | AUS  | Australia       |
| 74-79   | CHE  | Svizzera        |
| 80-87   | USA  | Stati Uniti     |
| 88-92   | COL  | Colombia        |
| 93-98   | NOR  | Norvegia        |
| 99-104  | GER  | Germania        |
| 105,107 | ECU  | Ecuador         |
| 108-112 | ERI  | Eritrea         |
| 113-115 | NZL  | Nuova Zelanda   |
| 116-121 | PRT  | Portogallo      |
| 122     | AIN  | Atleti neutrali |
| 123-126 | IRL  | Irlanda         |
| 127-132 | AUT  | Austria         |
| 133-136 | CZE  | Cechia          |
| 137-140 | CAN  | Canada          |
| 141-144 | LAT  | Lettonia        |
| 145-148 | KAZ  | Kazakistan      |
| 149-152 | POL  | Polonia         |
| 153-155 | VEN  | Venezuela       |
| 156-158 | HUN  | Ungheria        |
| 159-162 | MEX  | Messico         |

| N.      | Cod. | Squadra            |
| ------- | ---- | ------------------ |
| 163-164 | URU  | Uruguay            |
| 165-168 | LUX  | Lussemburgo        |
| 169     | ALG  | Algeria            |
| 170-171 | EST  | Estonia            |
| 172     | MAU  | Mauritius          |
| 173-174 | ZAF  | Sudafrica          |
| 176     | MNG  | Mongolia           |
| 177     | JPN  | Giappone           |
| 178     | SVK  | Slovacchia         |
| 179     | CHN  | Cina               |
| 180     | PAN  | Panama             |
| 181     | UZB  | Uzbekistan         |
| 182     | GRC  | Grecia             |
| 183     | BRA  | Brasile            |
| 184     | ISR  | Israele            |
| 185     | THA  | Tailandia          |
| 186     | SWE  | Svezia             |
| 187     | CHI  | Cile               |
| 188     | BER  | Bermuda            |
| 189     | GUA  | Guatemala          |
| 190     | ROM  | Romania            |
| 191     | HON  | Honduras           |
| 192     | BLZ  | Belize             |
| 193     | MON  | Monaco             |
| 194-195 | REF  | Team rifugiati     |
| 196     | VAT  | Città del Vaticano |
| 197     | QAT  | Qatar              |
| 201     | MAL  | Malta              |

## Ordine d'arrivo (top 10)
| Pos. | Corridore            | Squadra     | Tempo    |
| ---- | -------------------- | ----------- | -------- |
| 1    | Tadej Pogačar        | Slovenia    | 6h27'30" |
| 2    | Ben O'Connor         | Australia   | a 34"    |
| 3    | Mathieu van der Poel | Paesi Bassi | a 58"    |
| 4    | Toms Skujiņš         | Lettonia    | s.t.     |
| 5    | Remco Evenepoel      | Belgio      | s.t.     |
| 6    | Marc Hirschi         | Svizzera    | s.t.     |
| 7    | Ben Healy            | Irlanda     | a 1'00"  |
| 8    | Enric Mas            | Spagna      | a 1'01"  |
| 9    | Quinn Simmons        | Stati Uniti | a 2'18"  |
| 10   | Romain Bardet        | Francia     | s.t.     |